# Orectognathus kanangra
Orectognathus kanangra är en myrart som beskrevs av Taylor 1980. Orectognathus kanangra ingår i släktet Orectognathus och familjen myror. Inga underarter finns listade i Catalogue of Life.